# روبرت برنس (ملحن)
روبرت برنس (بالإنجليزية: Robert Prince)‏ هو مهندس وملحن أمريكي، ولد في القرن العشرين.

## وصلات خارجية
- الموقع الرسمي
- روبرت برنس على موقع IMDb (الإنجليزية)
- روبرت برنس على موقع ميوزك برينز (الإنجليزية)
- روبرت برنس على موقع ديسكوغز (الإنجليزية)